# مقاطعة أوستي ناد لابم
مقاطعة أوستي ناد لابم (بالتشيكية: Okres Ústí nad Labem)‏ هي مقاطعة (أوكريس) في إقليم أوستي ناد لابم في جمهورية التشيك.
عاصمة هذه المقاطعة هي مدينة أوستي ناد لابم.

## اقرأ أيضاً
- مقاطعات جمهورية التشيك